# 石川雅己
石川 雅己（いしかわ まさみ、1941年〈昭和16年〉2月22日 - ）は、日本の政治家。前東京都千代田区長（5期）。元東京都職員。

## 経歴
東京都文京区小石川生まれ。東京都立北園高等学校、東京都立大学法経学部卒業。
1963年、東京都庁入庁。1975年12月から1980年7月まで千代田区役所企画課長。1995年6月より東京都港湾局長、1996年7月より東京都福祉局長。1999年5月に東京都庁を退職し、同年6月から2000年12月までは首都高速道路公団理事を務めた。
2001年（平成13年）千代田区長選挙に無所属で出馬し、以後4回連続当選。2013年2月の千代田区長選では、それまでの区長選では石川を支援してきた自由民主党・公明党が、石川の下で副区長を務めた大山恭司を擁立。石川は無所属で選挙戦に臨み、1,264票差で大山を下し4期目の当選を果たした。
2017年（平成29年）2月に投開票される千代田区長選挙に無所属で出馬を表明した。前年に都知事に就任した小池百合子が石川を支援する一方、小池と対立を深める都議会自民党・東京都連は対立候補として、地元選出の衆院議員だった与謝野馨の甥の与謝野信を対立候補として擁立し、小池と「都議会のドン」と呼ばれる内田茂の「代理戦争」と報じられたが、開票の結果、石川が与謝野らに大差をつけて5選した。
2021年（令和3年）1月、任期満了に伴う千代田区長選挙に立候補せず5期で退任する意向を示した。

## 不祥事
2020年3月、家族と共同で所有していた千代田区内の高級住宅街にあるマンションのおよそ1億円の部屋が、一般には販売されず、土地の所有者や得意客に提供される「事業協力者住戸」と呼ばれる部屋だったことが明らかになった。これを受け区議会は、建物の容積率を緩和する区の制度を運用する石川がこの部屋を購入できた経緯を調査するため、地方自治法に基づく百条委員会を設置した。区議会によると、区長は6月の百条委員会の証人尋問で、知人を通じて販売会社に一連の経緯を確認したと証言したが、販売会社は百条委の問い合わせに「確認はなかった」と回答した。また知人についての委員会の照会に対し、正当な理由なく証言を拒み続けた。
7月27日、区議会は地方自治法違反（偽証、証言拒否）の疑いで石川を刑事告発する議案を賛成多数で可決した。翌日に石川は、刑事告発議案の可決が「不信任に当たる」として、区議会に解散通知を提出した。地方自治法は自治体の長による解散を「議会が不信任の議決をしたとき」と規定しており、31日に千代田区選挙管理委員会は「解散選挙の事由は発生しない」として石川による解散を無効と判断した。区議らは解散通知の無効確認と執行停止を求め、東京地方裁判所に提訴した。8月7日、東京地裁は議会による刑事告発は不信任議決と同一とはいえないとして、解散通知の効力を停止する決定をした。決定を受け石川は11日に解散通知を取り消し、謝罪した。
2021年5月31日、東京地方検察庁特別捜査部は石川と妻について不起訴処分とした。証言には嘘がなかったとして偽証については嫌疑なし、証言拒否についても、嫌疑不十分とした。
同年6月29日、区議18人が区を相手取り解散処分の無効確認と損害賠償を求めた訴訟の判決が東京地裁であった。清水知恵子裁判長は「告発議決は不信任議決に当たらず、解散処分は違法」として原告1人につき5万5千円、計99万円を支払うよう命じた。無効確認については、石川が既に処分を取り消していることを理由に訴えを却下した。判決を受けて樋口高顕区長は、区が支払う損害賠償金について石川に支払いを求める方針を示した。

## 政策・主張

### 路上喫煙禁止条例
千代田区長就任後の2002年、日本で初めて路上での喫煙に対して過料を適用する「安全で快適な千代田区の生活環境の整備に関する条例」の制定を推進した。